# Diócesis de Vila Real
La diócesis de Vila Real (en latín: Dioecesis Villaregalensis y en portugués: Diocese de Vila Real) es una circunscripción eclesiástica de la Iglesia católica en Portugal. Se trata de una diócesis latina, sufragánea de la arquidiócesis de Braga. Desde el 11 de mayo de 2019 su obispo es António Augusto de Oliveira Azevedo.

## Territorio y organización
La diócesis tiene 4273 km² y extiende su jurisdicción sobre los fieles católicos de rito latino residentes en el distrito de Vila Real.
La sede de la diócesis se encuentra en la ciudad de Vila Real, en donde se halla la Catedral de Santo Domingo.
En 2020 en la diócesis existían 264 parroquias agrupadas en 8 arciprestazgos: Douro I y II, Centro I y II, Barroso, Alto Tâmega, Basso Tâmega y Terra Quente.

## Historia
La diócesis fue erigida el 20 de abril de 1922 con la bula Apostolicae Praedecessorum Nostrorum del papa Pío XI. La nueva diócesis estaba compuesta inicialmente por 256 parroquias, 19 obtenidas del territorio de la diócesis de Braganza y Miranda (hoy diócesis de Braganza-Miranda), 166 tomadas de la arquidiócesis de Braga y 71 de la diócesis de Lamego.
El territorio de la nueva diócesis incluía la ciudad de Chaves, la antigua Aquae Flaviae, que fue sede de una diócesis en el período del Reino suevo en el siglo V.
Se nombró primer obispo a João Evangelista de Lima Vidal, quien comprometió su episcopado en la organización de la nueva diócesis, mediante la promulgación de diversas cartas y directivas pastorales, la instauración de la Obra de las Vocaciones y del seminario diocesano, y con la publicación del Estatuto da Associação da Catequese para la organización de la catequesis parroquial (en 1924). También la organización de un congreso litúrgico, que tuvo resonancia a nivel nacional, y la fundación del Anjo da Diocese (en 1923), el boletín oficial de la diócesis.
Su sucesor, António Valente da Fonseca, completó la construcción del seminario y se dedicó al establecimiento de la Acción Católica, que contribuyó a la renovación litúrgica y pastoral de las parroquias. António Cardoso Cunha construyó el palacio episcopal y dedicó la mayor parte de sus esfuerzos a la implementación de las directivas del Concilio Vaticano II.
El 14 de marzo de 1962, con la carta apostólica Quae solent, el papa Juan XXIII proclamó a la Santísima Virgen María Inmaculada como patrona principal de la diócesis.

## Estadísticas
Según el Anuario Pontificio 2021 la diócesis tenía a fines de 2020 un total de 171 530 fieles bautizados.
| Año                                                                             | Población            | Población | Población      | Sacerdotes | Sacerdotes    | Sacerdotes    | Bautizados por sacerdote | Diáconos permanentes | Religiosos | Religiosos | Parroquias |
| Año                                                                             | Bautizados católicos | Total     | % de católicos | Total      | Clero secular | Clero regular | Bautizados por sacerdote | Diáconos permanentes | Varones    | Mujeres    | Parroquias |
| ------------------------------------------------------------------------------- | -------------------- | --------- | -------------- | ---------- | ------------- | ------------- | ------------------------ | -------------------- | ---------- | ---------- | ---------- |
| 1949                                                                            | 290 000              | 291 297   | 99.6           | 216        | 198           | 18            | 1342                     |                      | 20         | 80         | 256        |
| 1969                                                                            | 338 000              | 341 000   | 99.1           | 220        | 206           | 14            | 1536                     |                      | 16         | 97         | 264        |
| 1980                                                                            | 347 000              | 360 000   | 96.4           | 186        | 165           | 21            | 1865                     | 1                    | 37         | 125        | 261        |
| 1990                                                                            | 270 000              | 278 000   | 97.1           | 156        | 138           | 18            | 1730                     | 2                    | 29         | 144        | 264        |
| 1999                                                                            | 197 820              | 229 494   | 86.2           | 146        | 127           | 19            | 1354                     | 1                    | 30         | 118        | 264        |
| 2000                                                                            | 227 590              | 229 494   | 99.2           | 150        | 132           | 18            | 1517                     | 1                    | 22         | 110        | 264        |
| 2001                                                                            | 230 000              | 238 240   | 96.5           | 151        | 132           | 19            | 1523                     |                      | 25         | 108        | 264        |
| 2002                                                                            | 206 420              | 208 200   | 99.1           | 153        | 136           | 17            | 1349                     | 1                    | 23         | 97         | 264        |
| 2003                                                                            | 231 000              | 238 748   | 96.8           | 155        | 136           | 19            | 1490                     | 1                    | 26         | 108        | 264        |
| 2004                                                                            | 237 700              | 240 900   | 98.7           | 145        | 127           | 18            | 1639                     | 1                    | 22         | 103        | 264        |
| 2010                                                                            | 289 600              | 293 400   | 98.7           | 125        | 109           | 16            | 2316                     | 3                    | 17         | 100        | 264        |
| 2014                                                                            | 205 012              | 208 730   | 98.2           | 221        | 205           | 16            | 927                      | 3                    | 19         | 84         | 264        |
| 2017                                                                            | 202 900              | 206 661   | 98.2           | 108        | 92            | 16            | 1878                     | 3                    | 16         | 63         | 264        |
| 2020                                                                            | 171 530              | 192 465   | 89.1           | 103        | 89            | 14            | 1665                     | 3                    | 14         | 50         | 264        |
| Fuente: Catholic-Hierarchy, que a su vez toma los datos del Anuario Pontificio. |                      |           |                |            |               |               |                          |                      |            |            |            |

## Episcopologio
- João Evangelista de Lima Vidal † (23 de mayo de 1923-31 de mayo de 1933 renunció[nota 1])
- António Valente da Fonseca † (31 de mayo de 1933-10 de enero de 1967 renunció[nota 2])
- António Cardoso Cunha † (10 de enero de 1967 por sucesión-19 de enero de 1991 retirado)
- Joaquim Gonçalves † (19 de enero de 1991 por sucesión-17 de mayo de 2011 retirado)
- Amândio José Tomás (17 de mayo de 2011 por sucesión-11 de mayo de 2019 retirado)
- António Augusto de Oliveira Azevedo, desde el 11 de mayo de 2019